# 라비니아 빌손
라비니아 빌손(Lavinia Wilson, 1980년 3월 8일 ~ )은 독일의 배우이다.

## 출연 작품
- 아웃사이드 더 박스 (2015)
- 블러드 머니 (2013)
- 16 오크스 (2012)
- 환멸 (2010)
- 씨 오브 데스 (2009)
- 루루 앤 지미 (2009)
- 탄두리 러브 (2008)
- 프리 투 리브 (2007)
- 이온 플럭스 (2005)
- 미스터 론리 (2003)